# Балш (Ясси)
Балш (рум. Balș) — село у повіті Ясси в Румунії. Входить до складу комуни Балш.
Село розташоване на відстані 325 км на північ від Бухареста, 48 км на захід від Ясс.

## Населення
За даними перепису населення 2002 року у селі проживала 1441 особа, усі — румуни. Усі жителі села рідною мовою назвали румунську.